# Església de la Concepció de Maria i Sant Sebastià d'Ivars
L'Església de la Concepció de Maria i Sant Sebastià d'Ivars és una obra amb elements romànics, gòtics i barrocs d'Ivars de Noguera (Noguera) protegida com a bé cultural d'interès local.

## Descripció
L'església parroquial d'Ivars de Noguera està situada al centre d'aquest nucli, encimbellat en un turó sobre el marge esquerre del riu Noguera Ribagorçana.
Es tracta d'un edifici adjacent i imbricat amb dependències de l'ajuntament, que consisteix en una església de dues naus amb campanar de torre a l'angle sud-oest. La façana principal és la meridional, que afronta a la plaça Major i conté l'accés, en forma de porta d'arc de mig punt adovellat. La resta de la façana ha estat profundament modificada en època contemporània: Arrebossada i pintada en la seva totalitat, una faixa separa el nivell inferior del superior. En aquest segon nivell es disposa una cornisa llisa sobre la qual es drecen vuit columnes llises amb capitells cúbics i entre les quals es despleguen set arcs de mig punt de maó disposat a plec de llibre. En el tercer i cinquè arcs s'obren dos finestrals decorats amb vitralls però els altres cinc, dos a banda i banda i un al centre, són falses finestres i es troben arrebossades i pintades com la resta de la façana. La part superior d'aquesta façana es completa amb una cornisa de ràfec llis sota la teulada, a doble vessant i que desguassa sobre la plaça.
A l'esquerra d'aquesta façana, que correspon a una nau lateral, s'alça el campanar, la base del qual és de planta quadrada i feta en aparell regular de carreus de pedra sorrenca lligats amb morter de calç (juntes que avui en dia s'ha reforçat exteriorment amb ciment). A la meitat de la seva altura, la base quadrada de pedra dona lloc a un cos poligonal fet amb maó. Aquest cos superior del campanar es divideix en dos segments, el superior dels quals és de dimensions més reduïdes que l'inferior. Els dos segments estan dividits per dues línies d'imposta, la superior de les quals en forma de cornisa. Hi ha quatre obertures a cadascun dels segments i el campanar es remata amb una teulada a quatre vessants.
A l'interior les dues naus estan cobertes amb quatre trams de volta de canó que recolzen sobre pilars. Després de les reformes sofertes, la nau lateral s'il·lumina amb una llanterna i la volta de la nau major correspon a un gòtic tardà. Les teulades de les dues naus són a doble vessant.
Actualment, la banda de llevant de l'edifici ha estat convertida en biblioteca pública municipal i el sector nord-oest en casal municipal de joventut

## Història
L'església parroquial d'Ivars de Noguera, dedicada actualment a la Concepció de Maria i Sant Sebastià, apareix a la documentació escrita l'any 1103 quan el vescomte Guerau Ponç de Cabrera cedí l'església de Santa Maria d'Ivars a l'abat d'Àger. Fins al 1783 va pertànyer a l'arxiprestat d'Àger i se sap que va sofrir moltes reformes a l'època gòtica i durant el barroc.